# Transporte hectométrico

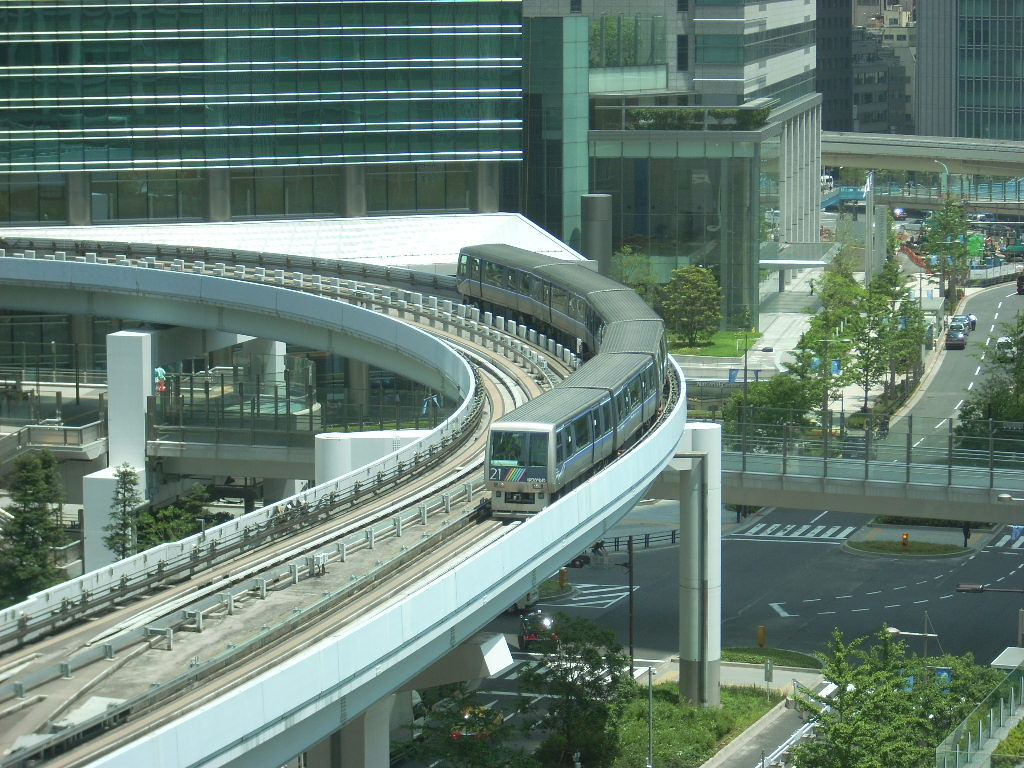
Yurikamome, Tóquio, Japão.

O transporte hectométrico ou people mover é um sistema de transporte de massa totalmente automático de passagem em desnível. O termo é geralmente usado somente para descrever sistemas servindo relativamente pequenas áreas, tais como aeroportos, distritos centrais ou parques temáticos, mas é algumas vezes aplicado a outros sistemas automáticos.
Originalmente, o termo designava  diferentes sistemas desenvolvidos ao mesmo tempo. Um foi Skybus, um sistema de transporte de massa automático. Foi um protótipo da Westinghouse Electric Corporation, iniciado em 1964.  O outro, chamado PeopleMover ou Goodyear PeopleMover, foi uma atração feita pela Goodyear que abriu na Disneyland, em 1967.  Hoje, no entanto, o termo people mover é genérico e pode usar tecnologias como o monotrilho, trilhos, transporte automático ou maglev. A propulsão pode envolver motores elétricos convencionais de bordo, motores lineares ou tração de cabo.
Outros people movers tem características similares aos sistemas de transporte de massa, e não é clara a distinção entre um people mover destes tipos e um sistema de transporte de massa automático.

## Transporte urbano
- Alemanha
  - H-Bahn de Dortmund
  - SkyTrain de Düsseldorf
  - Ligação do Aeroporto de Frankfurt

- Brasil
  - Conexão Metrô-Aeroporto em Porto Alegre, usando tecnologia Aeromóvel
  - Aeromóvel do Aeroporto de Guarulhos

- Estados Unidos
  - Anaheim, Califórnia : PeopleMover de 1967 a 1995, dentro do parque Disneyland
  - Lake Buena Vista, Flórida : Tomorrowland Transit Authority dentro do parque Magic Kingdom de Walt Disney World Resort
  - Detroit, Michigan : Detroit People Mover, circuito elevado (people mover urbano)
  - Jacksonville, Flórida : este é um monotrilho (o Jacksonville Skyway) (people mover urbano)
  - Miami, Flórida : Metromover (people mover urbano)
  - Nova Iorque, Nova Iorque : AirTrain JFK, circuito elevado (people mover urbano)

- França
  - Laon : Poma 2000

- Itália
  - Milão : MeLA (Metropolitana Leggera Automatica)
  - Metrô de Perúgia
  - Veneza : people mover Tronchetto-Piazzale Roma

- México
  - People mover do Aeroporto Internacional da Cidade do México, movido por meio de cabos[4]

- Japão
  - Hiroshima : Linha Astram, Linha Skyrail Midorizaka
  - Kōbe : Port Liner, Rokko Liner
  - Nagoya : Linimo, Ônibus guiado de Nagoya
  - Osaka : New Tram
  - Saitama : Linha Seibu Yamaguchi, New Shuttle
  - Sakura (Chiba) : Linha Yamaman Yūkarigaoka
  - Tokyo : Yurikamome, Nippori-Toneri Liner
  - Yokohama : Linha Kanazawa Seaside

- Filipinas
  - Manila Light Rail Transit System
  - Manila Metro Rail Transit System

- Singapura
  - Bukit Panjang Light Rapid Transit
  - Sengkang Light Rapid Transit
  - Punggol Light Rapid Transit

- Outros
  - Kuala Lumpur, Malásia : Putra Light Rail Transit
  - Taipei, Taiwan : Muzha Line
  - Toronto, Ontário : Scarborough RT (semi-automático)
  - Vancouver, Colúmbia Britânica: Vancouver SkyTrain
  - Oeiras (subúrbio de Lisboa) : SATU